# Quartier Hauts-Pavés - Saint-Félix
Le quartier Hauts-Pavés - Saint-Félix est un des onze quartiers de Nantes, en France.

## Description
Ce quartier est délimité :
- à l'est par l'Erdre (jusqu'au pont de la Tortière), et la rue Sully (à l'est du square du Maquis-de-Saffré) ;
- au sud, par le quai Ceineray, la place du Pont-Morand, l'extrémité de la rue Paul-Bellamy, les rues Jeanne-d'Arc, Jean-Jaurès, Faustin-Hélie, Harouys et Marie-Anne-du-Boccage ;
- à l'ouest par la Chézine, englobant la majeure partie du parc de Procé ;
- au nord, par les « boulevards de ceinture » (boulevard Lelasseur et boulevard des Frères-de-Goncourt), le boulevard Gabriel-Lauriol, le boulevard du Petit-Port jusqu'à la rivière du Cens, puis ce dernier cours d'eau jusqu'à son point de confluence avec l'Erdre.

## Dénomination
Le premier vocable fait référence à la rue des Hauts-Pavés situé dans sa partie occidentale, tandis que le second vocable est en rapport avec l'église Saint-Félix, se trouvant dans sa partie orientale

## Les micro-quartiers
Selon l'Insee, il est constitué de 10 micro-quartiers.

### Bellamy-Barbin
Le premier vocable fait référence à la rue Paul-Bellamy, tandis que le second évoque l'ancien quartier « Barbin » qui se trouvait sur les rives de l'Erdre au niveau de l'île de Versailles, dont le nom subsiste dans la rue de Barbin.

### Hauts-Pavés
Son nom vient de la rue des Hauts-Pavés. On y trouve la Cité des Hauts-Pavés.

### Monselet
Fait référence à la rue Charles-Monselet.

### Procé
Le vocable est en rapport avec le parc de Procé.

### Rennes-Bellamy
Le premier vocable est en rapport avec le rond-point de Rennes, le second avec la rue Paul-Bellamy.

### Saint-Félix

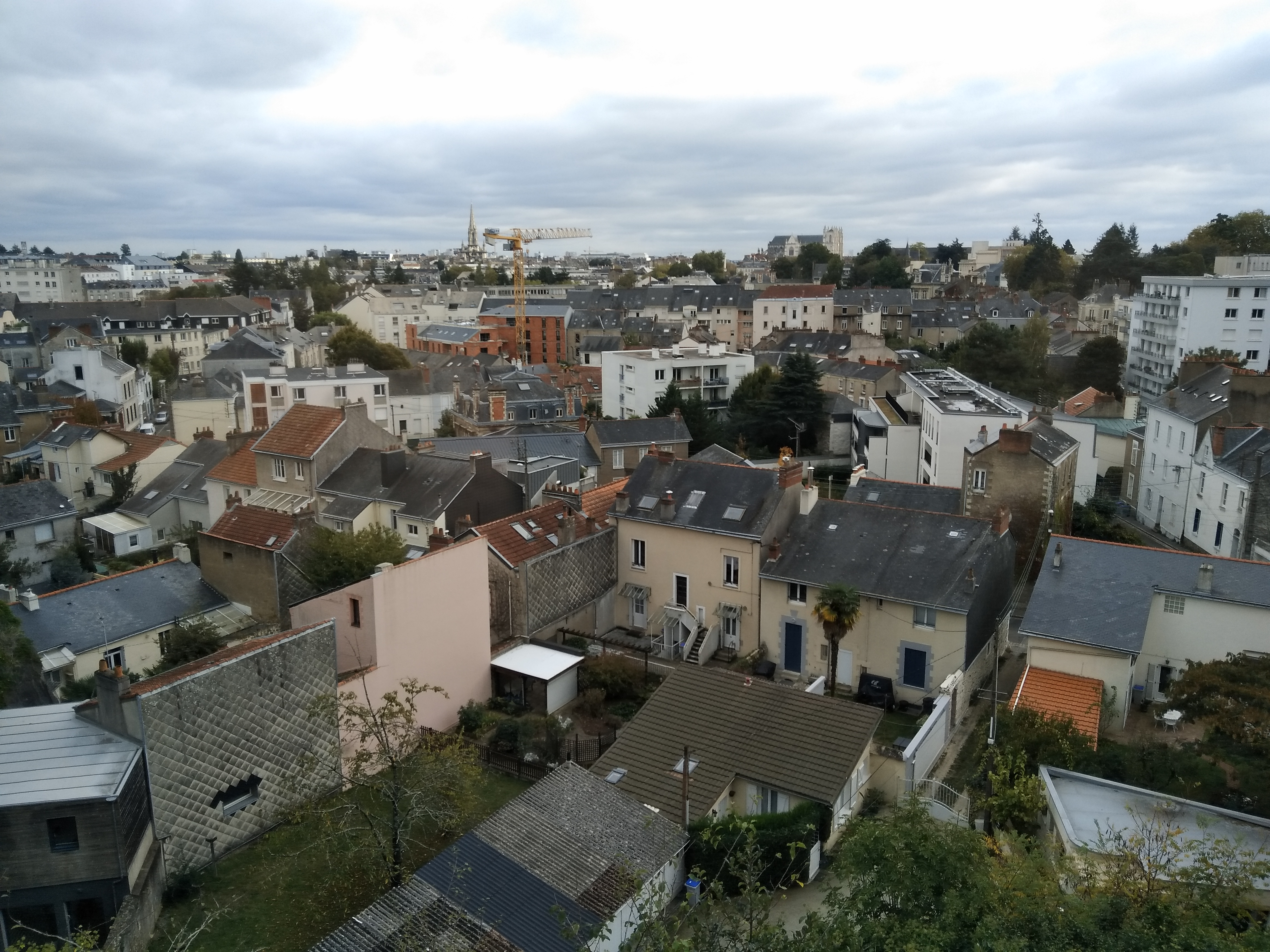
Quartier Saint Félix vu depuis la rue Leglas-Maurice. Au fond, la cathédrale de Nantes.

Son nom vient de l'église Saint-Félix.

### Talensac-Pont Morand
La première partie du vocable fait référence à la rue Talensac bordant le marché couvert homonyme. La seconde partie évoque un ancien pont qui permettait de franchir l'Erdre avant le comblement d'une partie de la rivière qui donnera naissance au cours des 50-Otages. La place du Pont-Morand a été aménagée à son emplacement.

### Université-Michelet
Son nom fait référence à l'Université, et particulièrement au « campus Michelet » situé le long du boulevard homonyme.

### Vannes-Saint-Pasquier
Le premier vocable fait référence au rond-point de Vannes, le second à l'église Saint-Pasquier.

### Viarme
Le vocable est en rapport avec la place Viarme.

## Démographie
Avec plus de 32 000 habitants, le quartier Hauts-Pavés - Saint-Félix est le second quartier le plus peuplé de la ville. Sa population, majoritairement féminine avec 3 500 femmes de plus que les hommes, est constituée essentiellement de personnes âgées de plus de 60 ans (22 % contre 18 % en moyenne municipale) et explique en grande partie la présence dans son périmètre, de nombreuses maisons de retraite ou résidences privées pour personnes du 3e âge.
Cependant, cette particularité en matière d'âge a été atténuée, par l'arrivée durant les années 1990, d'une population plus jeune dont la proportion reste néanmoins en deçà de la moyenne municipale (19 % contre 22 % pour toute la ville).

## Administration
Le quartier est le seul de la ville de Nantes à ne pas posséder de mairie annexe. Les administrés sont donc contraints de se déplacer dans les quartiers limitrophes ou à l'hôtel de ville de Nantes pour effectuer leurs démarches administratives